# フロイド郡 (インディアナ州)
フロイド郡（英: Floyd County）は、アメリカ合衆国インディアナ州の南部に位置する郡である。2010年国勢調査での人口は74,578人であり、2000年の70,823人から5.3％増加した。陸地面積では小さい方から州内第2位の郡である。郡庁所在地はニューオールバニ市（人口36,372人）であり、同郡で人口最大の都市でもある。フロイド郡は1819年に隣接するクラーク郡とハリソン郡の一部を合わせて設立された。
フロイド郡はケンタッキー州に跨るルイビル/ジェファーソン郡大都市圏に属している。

## 歴史
フロイド郡となった地域は元々ショーニー族インディアンの狩猟場だったが、アメリカ独立戦争のときにアメリカ軍のジョージ・ロジャース・クラークによって征服された。クラークはこの功績によって、現在のフロイド郡全てを含む広大な領地を褒賞として与えられた。戦後、クラークは土地を開拓者に売却したので、平和が戻ると開拓者は直ぐに地域に入り始めた。
1818年、ニューオールバニは十分大きな都市になっており、郡庁所在地となり新しい郡を創設する条件ができたので、地元指導者達が州都のコリードンにナサニエル・スクリブナーとジョン・K・グラハムを派遣し、インディアナ州議会に請願を行わせた。議会は郡の創設を承認し、1819年1月2日に法制化して、2月1日に郡が設立された。当初の郡名については議論が続いた。インディアナ州図書館に拠れば、ケンタッキー州ジェファーソン郡の指導的開拓者で、デイビス・フロイド判事の叔父であるジョン・フロイドに因んで名付けられた。ジョン・フロイドは1783年にその属していた集団が現在のケンタッキー州ブリット郡でインディアンに襲われたときに死亡した。別の説ではデイビス・フロイドに因むとしている。デイビス・フロイドは1809年のアーロン・バー陰謀でバーを援助したとして有罪となった。デイビスは郡の指導的政治家であり、郡最初の巡回裁判所判事になった。
1814年、ニューオールバニの区画割が行われ、1819年3月4日に郡庁所在地になり、現在まで続いている。1823年に郡庁所在地を他の町に移す動きがあったが、失敗した。ニューオールバニは19世紀の前半はほとんどの期間、州内最大の都市だったが、南北戦争中にインディアナポリスにその座を奪われた。

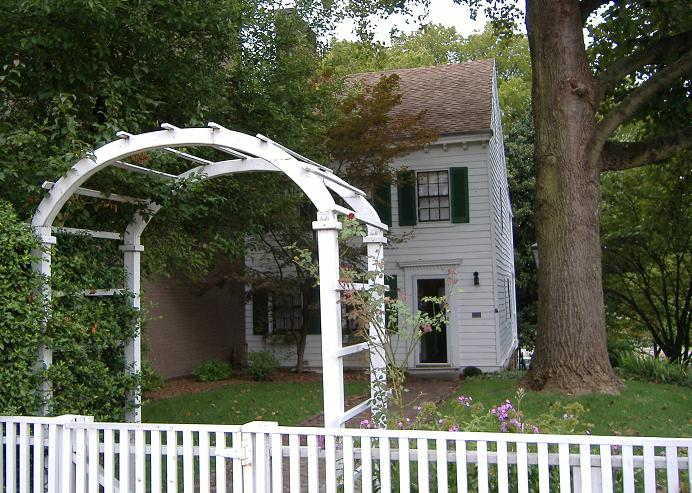
ナサニエル・スクリブナー邸

インディアナ州で最長のトンネルであるダンカン・トンネルが1881年に建設され、ニューオールバニとエドワーズビルを結んだ。鉄道を建設するためにフロイズノブズを越える適当なルートが無かったので、土木技師達はトンネンルで通すことに決めた。この計画は当初エアラインが始めたが、最後はサザン鉄道が完成させた。貫通まで5年間、建設費は10万ドルを要した The Tunnel is 4,311フィート (1,314 m) long.。
19世紀のフロイド郡は、アイルランド、ドイツ、フランスからの移民やアフリカ系アメリカ人を惹きつけ続けた。フランス系の開拓者は多くがフロイズノブズに入植した。アイルランド系移民は1817年に到着し始め、1830年から1850年が多かった。ドイツ系移民は多くがニューオールバニに入った、1850年までに郡民の6人に1人が外国生まれになっていた。

## 地理
アメリカ合衆国国勢調査局に拠れば、郡域全面積は148.96平方マイル (385.8 km2)であり、このうち陸地147.94平方マイル (383.2 km2)、水域は1.02平方マイル (2.6 km2)で水域率は0.68％である

### 地形的な特徴
フロイズノブズの町は郡内でも最も特徴的な地形に因んで名付けられた。ノブは小高く丸い丘である。郡の中央には多くの急峻な丘陵が点在している。最高地点はS・スカイライン・ドライブにあり、標高は1,000フィート (300 m) を超えたところ、座標は+38° 21' 13.64", -85° 50' 50.64" にある。最低地点はニューオールバニのオハイオ川沿いで、標高は380フィート (120 m) である。

### 主要高規格道路
| - 州間高速道路64号線 - 州間高速道路265号線 - アメリカ国道150号線 | - インディアナ州道62号線 - インディアナ州道64号線 - インディアナ州道111号線 - インディアナ州道311号線 |

### 隣接する郡
- クラーク郡 - 北東
- ジェファーソン郡 (ケンタッキー州) - 南、オハイオ川対岸
- ハリソン郡 - 西
- ワシントン郡 - 北西

## 気候と気象
ニューオールバニ市は温帯気候に属している。近年、郡庁所在地であるニューオールバニ市の平均気温は1月の25°F (-4 ℃) から7月の87°F (31 ℃) まで変化している。過去最低気温は1994年1月に記録された-22°F (-30 ℃) であり、過去最高気温は1936年7月に記録された107°F (42 ℃) である。2012年7月4日には106°F (41 ℃) を記録した。月間降水量は10月の2.79インチ (71 mm) から5月の4.88インチ (124 mm) まで変化している。

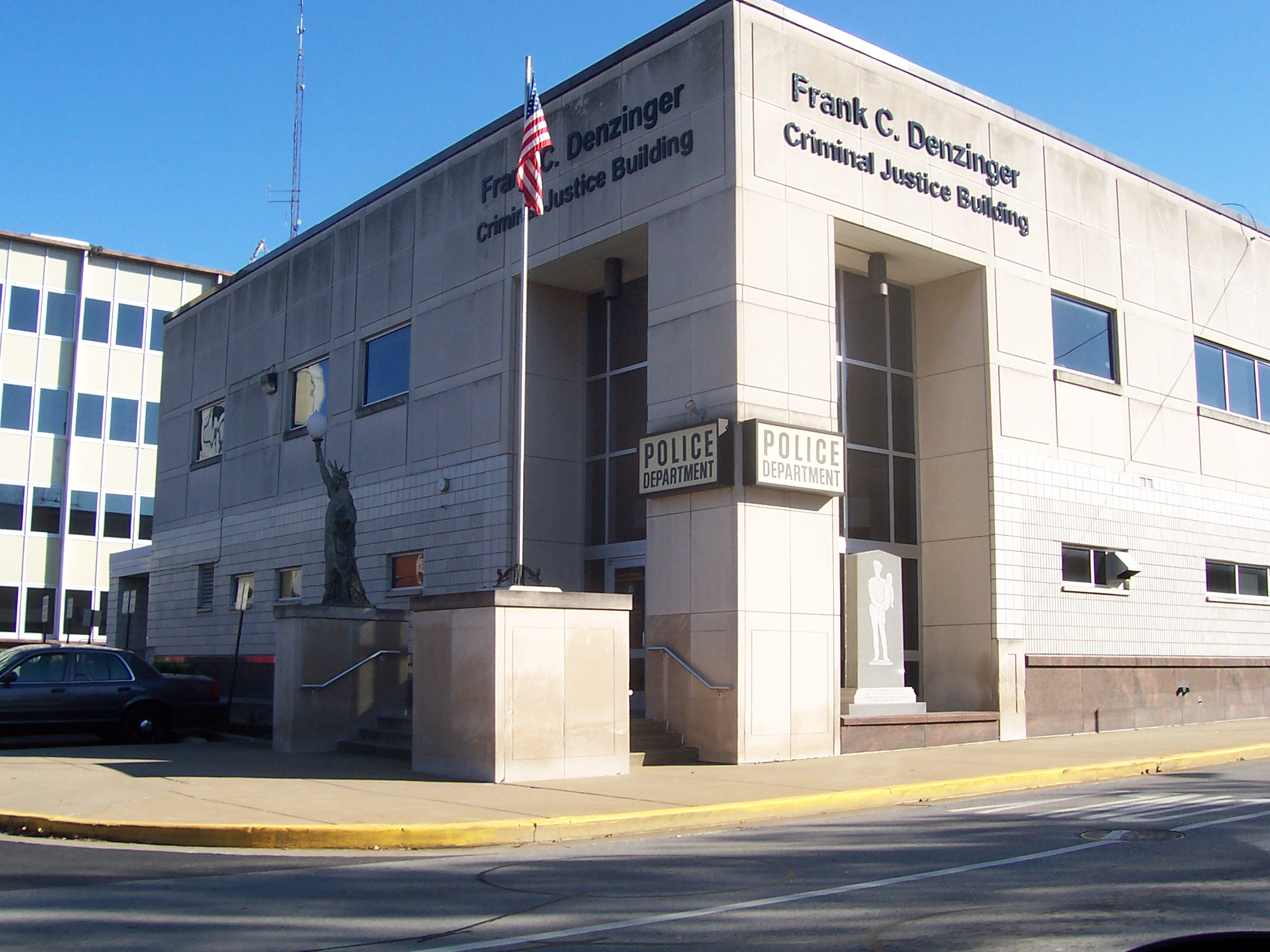
フランク・C・デンジンガー刑事裁判ビル

## 郡政府
郡政府は憲法による政体であり、インディアナ州憲法とインディアナ州法典によって特別の権力を認められている。

### 郡政委員会
郡政委員会は郡政府の立法府であり、郡の歳出や歳入を管理している。フロイド郡は44の選挙区に分かれており、これが4つの地区に纏められる。委員は各地区から1人が選出され、他に3人が郡全体を選挙区に選出される。任期は4年間である。給与、年間予算、特別支出を設定する責任がある。郡レベルで所得税や資産税、消費税、サービス税を課する限定付き権限があるが、所得税と資産税は州の承認を要する。

### 行政委員会
行政委員会は郡政府の行政府である。委員は郡全体を選挙区に選出され、任期は4年間で2年毎に半数が改選される。委員の一人、通常は最も経験のある者が議長になる。行政委員会は郡政委員会が決めた法を実行し、税金を集め、郡政府の日々の機能を管理する責任がある。

### 郡裁判所
郡は巡回裁判所1つと上級裁判所3つからなる裁判所体系を有している。判事は6年間任期で選出される。扱う事件は地元ルールで振り分けられる。

### 郡政府役人
上記以外に、保安官、検視官、監査官、財務官、登記官、測量士および巡回裁判所事務官が選挙で選ばれている。任期は4年間であり、郡政府の異なる部門を監督している。郡政府に選ばれる役人は支持政党を公にすることが求めら、また郡の住人でなければならない。
フロイド郡はアメリカ合衆国下院議員インディアナ州第9選挙区に属し、2012年時点では共和党議員を選出している。インディアナ州議会上院では第46選挙区に属しており、下院では第70および第72選挙区に属している

## 人口動態
以下は2000年国勢調査による人口統計データである。
| 基礎データ - 人口: 70,823人 - 世帯数: 27,5115 世帯 - 家族数: 19,697 家族 - 人口密度: 185人/km2（478人/mi2） - 住居数: 29,087軒 - 住居密度: 76軒/km2（196軒/mi2） 人種別人口構成 - 白人: 93.23% - アフリカン・アメリカン: 4.41% - ネイティブ・アメリカン: 0.21% - アジア人: 0.46% - 太平洋諸島系: 0.04% - その他の人種: 0.50% - 混血: 1.51% - ヒスパニック・ラテン系: 1.09% 先祖による構成 - ドイツ系：28.9％ - アメリカ人：19.6％ - アイルランド系：11.3％ - イギリス系：10.2％ | 年齢別人口構成 - 18歳未満: 25.8% - 18-24歳: 8.4% - 25-44歳: 29.9% - 45-64歳: 23.6% - 65歳以上: 12.3% - 年齢の中央値: 37歳 - 性比（女性100人あたり男性の人口） - 総人口: 93.0 - 18歳以上: 89.9 世帯と家族（対世帯数） - 18歳未満の子供がいる: 34.7% - 結婚・同居している夫婦: 55.4% - 未婚・離婚・死別女性が世帯主: 12.4% - 非家族世帯: 28.4% - 単身世帯: 23.5% - 65歳以上の老人1人暮らし: 8.7% - 平均構成人数 - 世帯: 2.54人 - 家族: 3.00人 収入と家計 - 収入の中央値 - 世帯: 44,022米ドル - 家族: 52,401米ドル - 性別 - 男性: 37,613米ドル - 女性: 26,539米ドル - 人口1人あたり収入: 21,852米ドル - 貧困線以下 - 対人口: 8.7% - 対家族数: 6.9% - 18歳未満: 12.5% - 65歳以上: 7.4% |

## 郡区
フロイド郡は下記5つの郡区に分割されている。
| - フランクリン - ジョージタウン - グリーンビル - ラファイエット - ニューオールバニ |

## 都市と町
- ニューオールバニ - 郡庁所在地
- ガリーナ
- ジョージタウン
- グリーンビル

### 未編入の町
| - ダンカン - エドワーズビル - フロイズノブズ | - マウントセントフランシス - ネイビルトン - セントジョセフ | - セントメアリーズ - スコッツビル |

## ギャラリー

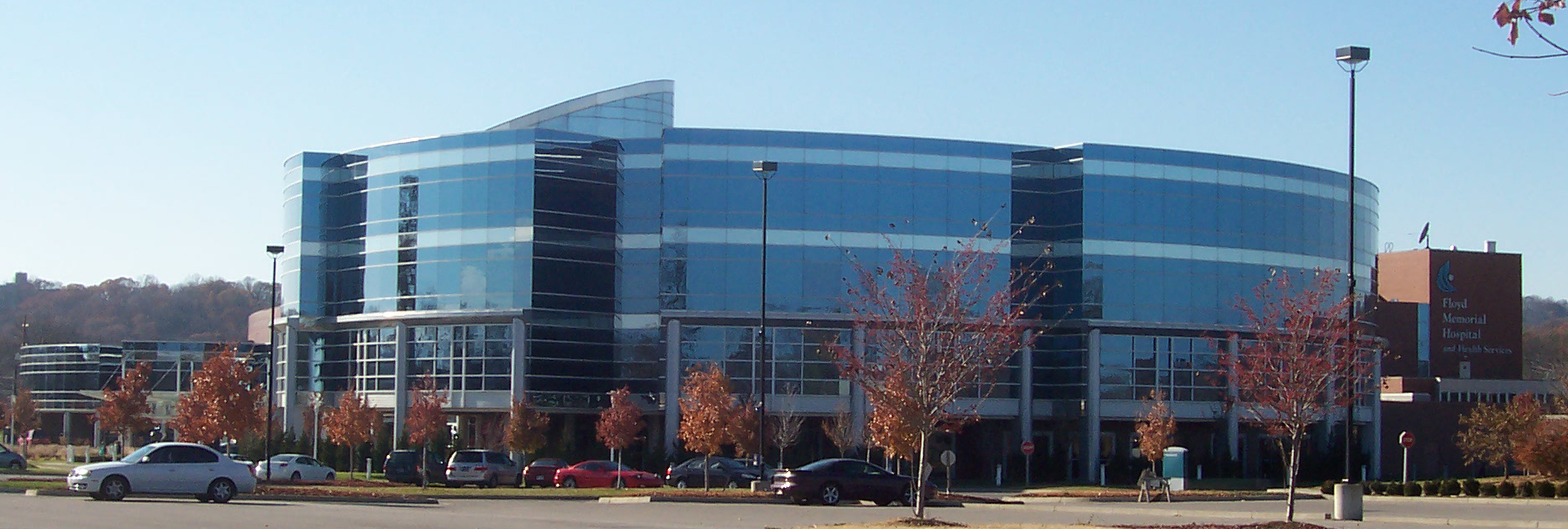
フロイド記念病院
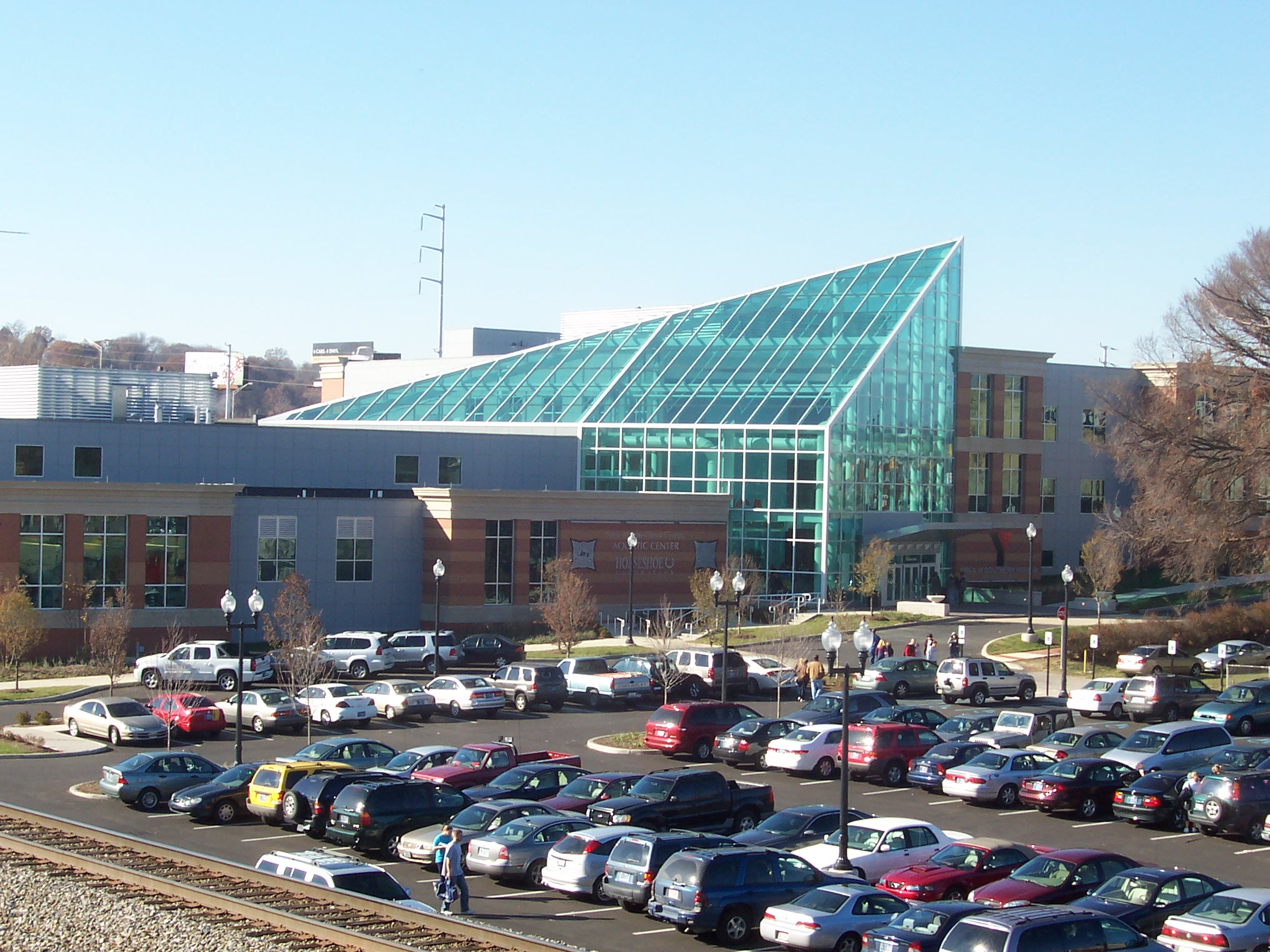
ニューオールバニのYMCAビル
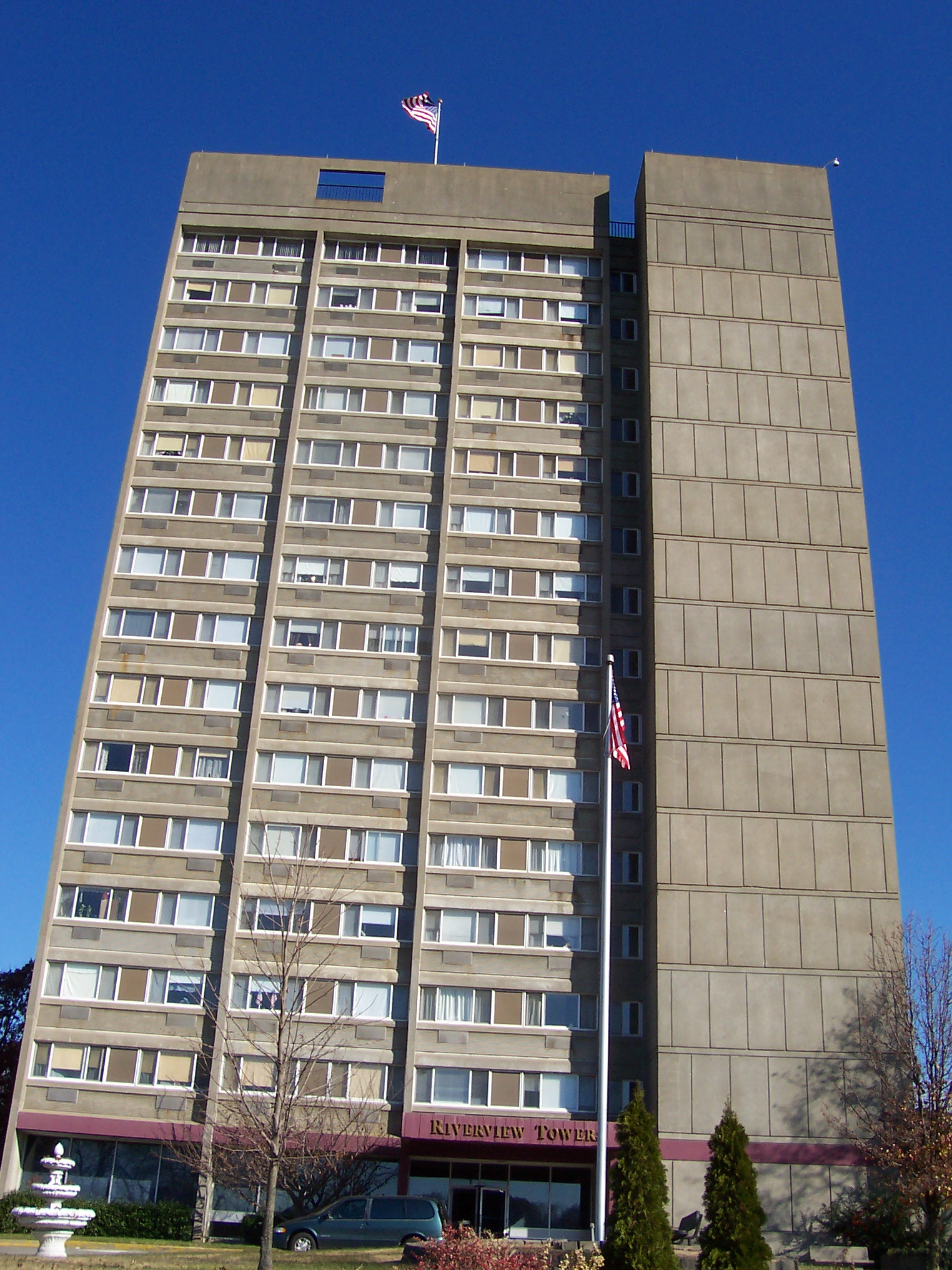
リバービュー・タワーズ、郡内最高の建物

## 教育
- ニューオールバニにはインディアナ大学システムのサウスイースト校がある。